# Scott Zwizanski

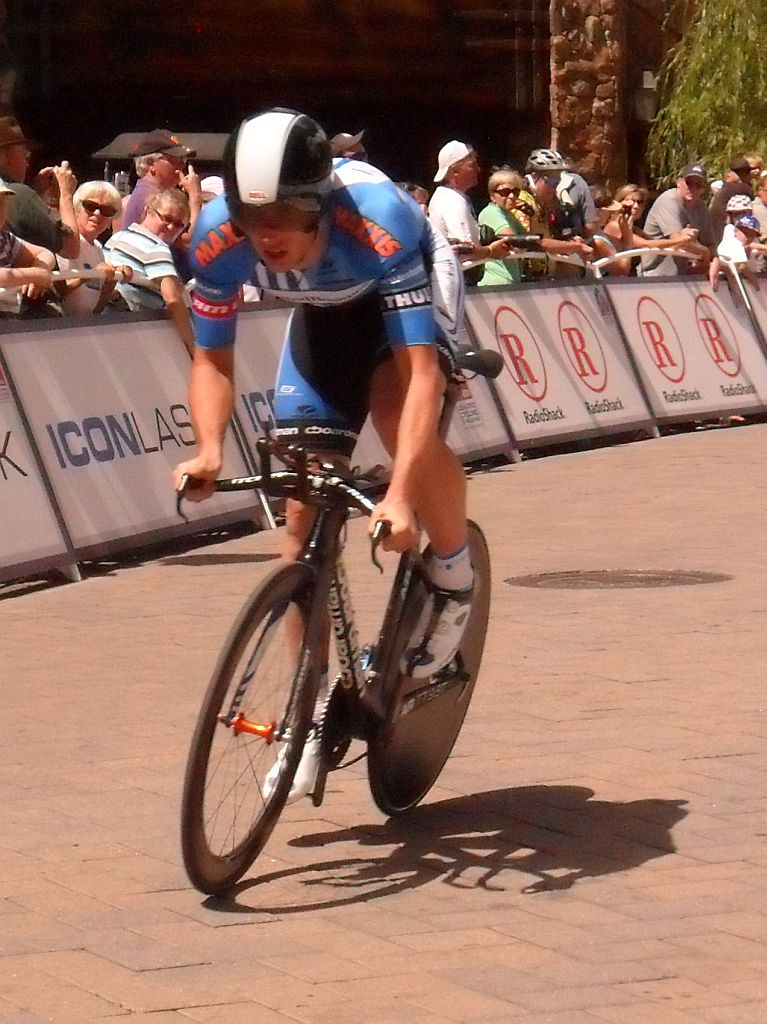
Scott Zwizanski

Scott Zwizanski (* 29. Mai 1977 in West Chester, Pennsylvania) ist ein US-amerikanischer Radrennfahrer.
Scott Zwizanski gewann 2003 eine Etappe sowie die Gesamtwertung der Tour of Christiana. Außerdem wurde er US-amerikanischer Vize-Bahnradmeister im Scratch. 2004 fuhr er für das OFOTO Cycling Team und ein Jahr später wechselte er zu Kodak Easyshare Gallery-Sierra Nevada. In seinem ersten Jahr dort gewann er ein Teilstück bei der Tour de Medford New Jersey. Seit 2007 steht er bei Priority Health-Bissell unter Vertrag, wo er eine Etappe der Tour of Southland gewann. 2009 entschied der die Vuelta Ciclista del Uruguay für sich, 2013 die Tour de Millersburg und 2014 die Tour of the Battenkill.

## Erfolge
2007
- eine Etappe Tour of Southland

2009
- eine Etappe und Gesamtwertung Vuelta Ciclista del Uruguay
- eine Etappe und Gesamtwertung Tour de Beauce

2010
- eine Etappe (EZF) Nature Valley Grand Prix

## Teams
- 2004 OFOTO Cycling Team
- 2005 Kodak Easyshare Gallery-Sierra Nevada
- 2006 Kodakgallery.com-Sierra Nevada
- 2007 Priority Health-Bissell
- 2008 Bissell Pro Cycling Team
- 2009 Kelly Benefit Strategies
- 2010 Kelly Benefit Strategies
- 2011 UnitedHealthcare Pro Cycling
- 2012 Team Optum-Kelly Benefit Strategies